# Biłyj Kamiń
Biłyj Kamiń (ukr. Білий Камінь; pol. Biały Kamień) – wieś na Ukrainie, w obwodzie winnickim, w rejonie czeczelnickim, na wschodnim Podolu.
W czasach I Rzeczypospolitej wieś leżała w województwie bracławskim w prowincji małopolskiej Korony Królestwa Polskiego. W 1789 była prywatną wsią należącą do Lubomirskich. Poza granicami Polski w wyniku II rozbioru.